# Bornheim (Adelsgeschlecht)

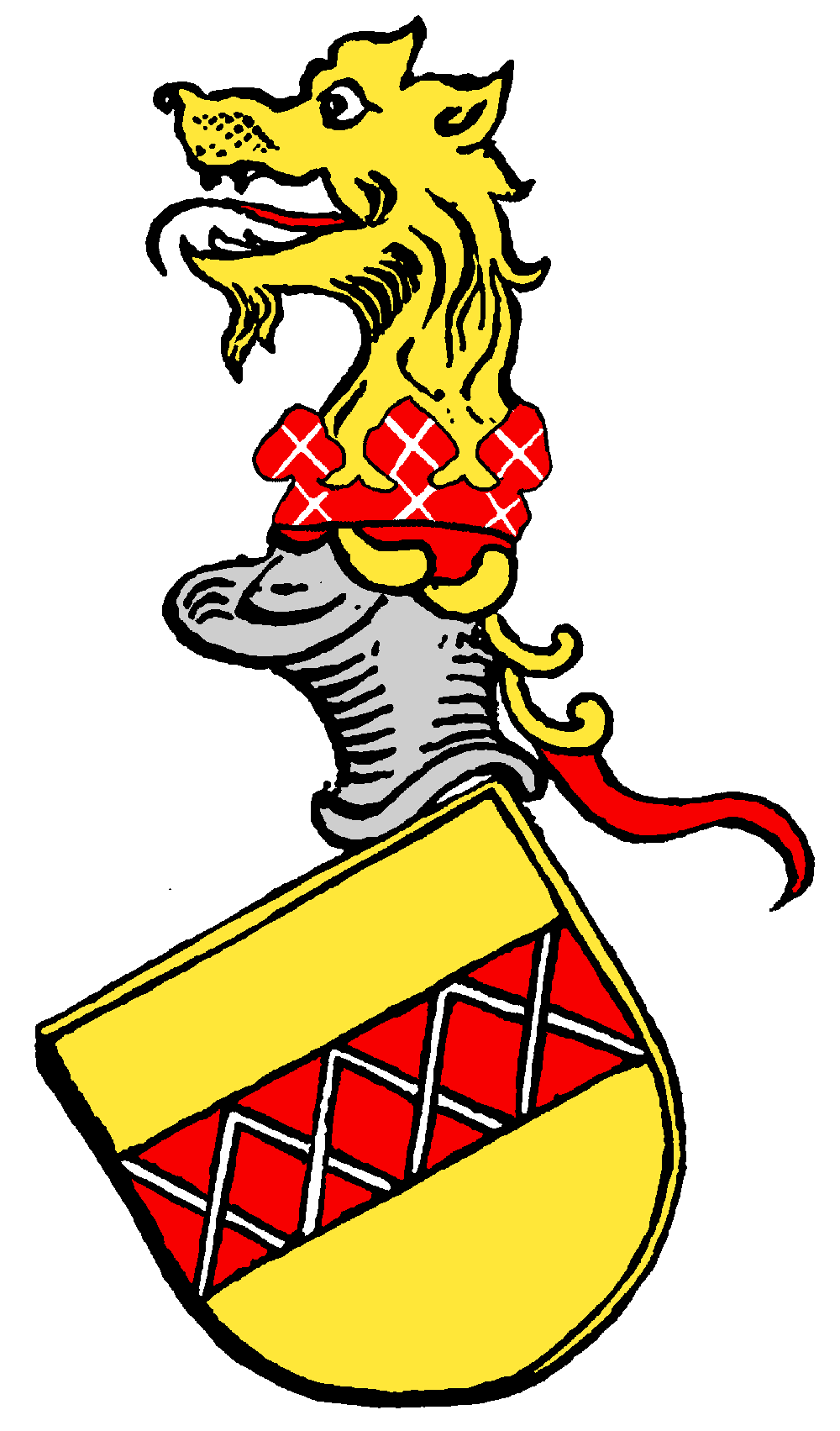
Wappen derer von Bornheim

Die Herren von Bornheim (auch: Schilling von Bornheim) sind ein altes rheinländisches Adelsgeschlecht, das sich nach seinem Stammsitz Bornheim (Rheinland) nannte.

## Geschichte
Stammvater der Familie war der aus einer Dynastenfamilie stammende Wilhelm Schilling I. von Bornheim (urkundlich 1173–1198), Ritter, Ministeriale des Erzbischofs von Köln, Vogt von Bornheim und Gründer des Klosters Schillingscapellen. Wilhelm Schilling selbst verwendete nie den Beinamen von Bornheim. Erst in der 1686 aufgezeichneten Auffindungslegende des im Kloster Schillingscapellen (heute in der Pfarrkirche Buschhoven) aufbewahrten Madonnenbildes durch Wilhelm Schilling im Jahr 1190 wurde er Wilhelm Schilling von Buschfeld, Ritter, Herr zu Bornheim genannt. Sein gleichnamiger Sohn Wilhelm Schilling II. jedoch erscheint bereits 1216 als Ritter Wilhelm von Burnheim.
Aus den Herren von Bornheim entsprangen verschiedene Seitenlinien, die sich nach ihren jeweiligen Rittersitzen nannten. Dazu gehören unter anderem die Herren von Werden, aus denen wiederum die Herren von Buer und die Herren von Landsberg entstanden, die Herren von Hall, die Herren von Sechtem, die Herren von Buschfeld und die Herren von Troisdorf.

## Wappen
Das Geschlecht führte einen silbern gegitterten, roten Balken in Gold. Das Familienwappen findet sich heute im Ortswappen von Bornheim wieder. Es wurde lediglich durch ein Schöffenschwert ergänzt.
Der Gitterbalken der Familie von Bornheim findet sich 1319 im Breniger Schöffensiegel.

## Persönlichkeiten
- Wilhelm Schilling I. von Bornheim (urkundlich 1173–1198), Gründer des Klosters Schillingscapellen